# فيكتور موكيتي
فيكتور موكيتي (15 نوفمبر 1918 - 10 أبريل 2021) كان زعيمًا تقليديًا في الكاميرون. وكان وزيراً للإعلام في نيجيريا قبل إعادة توحيد جنوب الكاميرون مع الكاميرون الفرنسية من 1958 إلى 1959. وكان أيضًا عضوًا في مجلس الشيوخ.

## الحياة الشخصية
ولد فيكتور موكيتي في 15 نوفمبر 1918 في كومبا. كان والد رجل الأعمال كولين إيباركو موكيتي. توفي موكيتي في 10 أبريل 2021 عن عمر يناهز 103 أعوام في مستشفى ياوندي المركزي بعد صراع طويل مع المرض.

## التعليم
تلقى نفون موكيتي تعليمه في مدرسة كومبا الحكومية في الفترة 1926-1932، ثم انتقل إلى الكلية الحكومية المرموقة أومواهيا، بمنحة حكومية لدراساته الثانوية من عام 1933 إلى عام 1938. وفي عام 1939 بعد الكلية الحكومية أومواهيا انتقل إلى كلية يابا العليا. ذهب معظم الطلاب الذين تخرجوا إلى كلية أومواهيا الحكومية إلى كلية يابا التي كانت المؤسسة العلمية الوحيدة للتعليم العالي في ذلك الوقت. درس أيضًا في جامعة مانشستر في إنجلترا في الفترة 1948-51، وكلية كريست جامعة كامبريدج من 1951 إلى 1952. كان خبيرًا زراعيًا وعالم نباتات من خلال التدريب.

## الزعيم التقليدي
كان فيكتور موكيتي المرشد الأعلى لعرقية البافاو. وكان مقره في قصر نفون في كومبا. كان مؤلفًا لكتاب أوديسي: تاريخ لم شمل الكاميرون.

## السياسة
كان فيكتور موكيتي وزيرًا فيدراليًا نيجيريًا بدون حقيبة في 1955 ثم وزيرًا للبحوث والمعلومات من 1958 إلى 1959. كان هذا آخر منصب سياسي شغله في نيجيريا قبل انضمام جنوب الكاميرون إلى ما أصبح يعرف بجمهورية الكاميرون في أكتوبر 1961.
استمرت مكانته السياسية في النمو في الكاميرون الموحدة. في البداية أصبح رئيسًا لشركة الكاميرون للتنمية من 1960 إلى 1982، وأدى اليمين في الجمعية الوطنية الكاميرونية كقاضي في محكمة الإقالة. أصبح فيما بعد عضوًا في المجلس الاقتصادي والاجتماعي، ونائب رئيس غرفة التجارة والمناجم والصناعة والحرف بالكاميرون وهو رئيسها الفخري.
كان الرئيس موكيتي عميد مجلس الشيوخ الكاميروني (أقدم عضو في مجلس الشيوخ الكاميروني) وظل مؤثرًا في الكاميرون في سن 100 عام تمامًا كما كان في نيجيريا في عصر ما قبل الاستقلال.